# لبيب شراب
لواء أركان حرب / لبيب شراب قائد عسكري مصري، شغل سابقاً منصب مدير إدارة المخابرات الحربية والاستطلاع بالقوات المسلحة المصرية.